# Monique Wilson
Monique Marie Mauricette Wilson, nata Monique Arnoux (Haiphong, 1928 – Spagna, 1982), è stata una sacerdotessa britannica della tradizione gardneriana della wicca, di particolare rilevanza nella storia di questa religione.

## Biografia
Monique Wilson nacque nel 1928 ad Haiphong, in Vietnam, da genitori francesi. Mentre si trovava in Vietnam, quando era ancora una bambina, ebbe modo di conoscere Gerald Gardner, che allora viveva e lavorava nel sud-est asiatico. Suo padre morì durante la seconda guerra mondiale: Monique Wilson e la madre si spostarono come profughi nella colonia britannica di Hong Kong, in Cina, che subì nel frattempo l'occupazione giapponese. A Hong Kong conobbe suo marito Campbell Wilson, detto Scotty, un ufficiale scozzese della RAF. Alla fine della guerra, si trasferì con lui a Perth, in Scozia, dove in seguito diedero vita a una bambina.
In Scozia Monique Wilson cominciò a interessarsi all'antica religione e, dopo aver letto Witchcraft Today di Gerald Gardner, contattò l'autore, ignorando che egli fosse il vecchio "zio Gerald" conosciuto in Vietnam da bambina. Per entrambi fu quindi una notevole sorpresa rincontrarsi e riconoscersi dopo così tanti anni. Monique Wilson e il marito chiesero e ottennero da Gardner di essere iniziati alla wicca e poi diedero vita a una loro coven scozzese, a Perth.
Monique Wilson ha una certa rilevanza nella storia della wicca perché divenne nel 1961 una delle principali alte sacerdotesse iniziate da Gardner assieme a Doreen Valiente, Dayonis, Lois Bourne, Eleanor Bone e Patricia Crowther, da cui discende uno dei lignaggi gardneriani: perciò è considerata come una delle madri della religione wiccan.
Fu inoltre Monique Wilson a presentare a Gardner e poi a iniziare Raymond Buckland e sua moglie Tara: i Buckland si trasferirono a New York e portarono la wicca negli Stati Uniti d'America, fondando la celebre Coven di Long Island: ancora all'inizio del XXI secolo la maggior parte dei wiccan d'oltreoceano, e non solo quelli gardneriani, potevano far risalire il loro lignaggio a Gardner, attraverso Monique Wilson.
Infine, alla sua morte, Gardner lasciò proprio a Monique Wilson il suo Museo della Magia, della Stregoneria e del Folklore sull'Isola di Man, con numerosissimi reperti di importanza storica e folkloristica. In seguito a questa eredità, Monique Wilson si autoproclamò regina delle streghe britanniche, suscitando la diffusa disapprovazione da parte di altre alte sacerdotesse di grado pari al suo, come Eleanor Bone e Patricia Crowther.
Per circa un decennio i Wilson condussero il museo con alterna fortuna, mantenendo pessimi rapporti con il resto della comunità wiccan britannica. Monique Wilson rimase alla fine preda dell'alcolismo, perciò su insistenza del marito fu costretta a vendere gli immobili dove era collocato il museo, svendendo la maggior parte del suo contenuto in America; ciò fu fatto contro la volontà di Gardner, che aveva raccomandato di non disperdere quei materiali, soprattutto Oltreoceano, suscitando perciò ulteriore disapprovazione da parte di coloro che lo avevano conosciuto e che consideravano i reperti un patrimonio nazionale alienato a stranieri. 
Dopo la vendita i Wilson emigrarono nel sud della Spagna, dove Monique morì nel 1982.